# Jan Kałusowski
Jan Kałusowski (Lodz, 12 de marzo de 2000) es un deportista polaco que compite en natación, especialista en el estilo braza. Ganó dos medallas en el Campeonato Europeo de Natación de 2024, plata en 4 × 100 m estilos y bronce en200 m braza.

## Palmarés internacional
| Campeonato Europeo | Campeonato Europeo | Campeonato Europeo | Campeonato Europeo |
| Año                | Lugar              | Medalla            | Prueba             |
| ------------------ | ------------------ | ------------------ | ------------------ |
| 2024               | Belgrado (Serbia)  | Medalla de plata   | 4 × 100 m estilos  |
| 2024               | Belgrado (Serbia)  | Medalla de bronce  | 200 m braza        |